# 湯の川温泉 (島根県)
湯の川温泉（ゆのかわおんせん）は、島根県出雲市（旧出雲国）にある温泉。
龍神温泉（和歌山県）、川中温泉（群馬県）と並んで三美人の湯のひとつとされる。

## 泉質
- ナトリウム・カルシウム - 硫酸塩・塩化物泉

## 温泉街

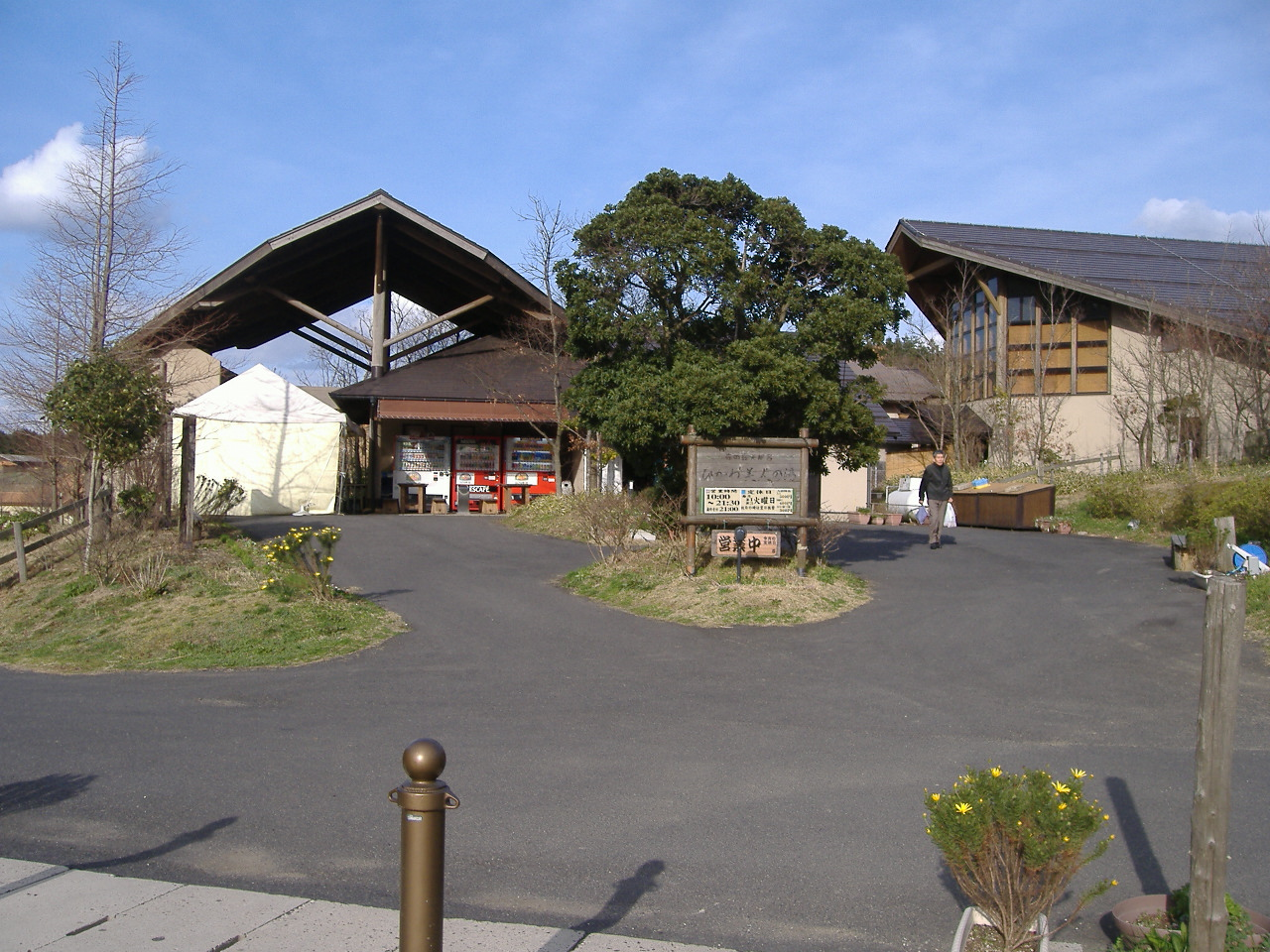
ひかわ美人の湯

宿泊施設が6軒と、テーマパーク出雲いりすの丘内に日帰り温浴施設ひかわ美人の湯がある。ひかわ美人の湯は運営元の第三セクター企業の解散に伴い2009年（平成21年）3月末で一旦営業を終了し、新たな指定管理者を募集の上、同年4月下旬をめどに営業再開を目指したいとしていた。その後松江市の施設管理会社MIしまねを指定管理者に迎えて同年4月10日に営業を再開した。

## 歴史
- 神代の昔の、大国主の神話に登場する八上姫についての伝承がある。温泉地にはそれにちなんで八上姫神社の祠が鎮座している。

1989年、湯の川温泉・龍神温泉（和歌山県）・川中温泉（群馬県）は、「日本三美人湯」として姉妹協定を結んだ。1989年以後持ち回りで「美人の湯サミット」を開催していたが、2004年のサミットが最後になった。2016年には共同でのプロモーションの試みが行われた。

## アクセス
- 自動車 : 出雲空港より車で約5分
- 鉄道 : JR山陰本線荘原駅より徒歩10分